# Das Königreich der Katzen
Das Königreich der Katzen (jap. 猫の恩返し, Neko no Ongaeshi, dt. „Dankbarkeitsbezeugung der Katze(n)“) ist ein Anime-Film des japanischen Produktionsstudios Studio Ghibli aus dem Jahr 2002.
Der Film basiert auf dem Manga Baron: Neko no Danshaku (バロン 猫の男爵, dt. „Baron: Katzenbaron“) von Aoi Hiiragi. Dieser wiederum geht auf Stimme des Herzens – Whisper of the Heart zurück, eine weitere Ghibli-Verfilmung eines Werks von Hiiragi. Dort schreibt die Protagonistin Shizuku einen Roman, in dem es um eine Katze namens Baron Humbert von Gikkingen geht. Hayao Miyazaki bat Aoi Hiiragi die Handlung dieses fiktiven Romans tatsächlich als Begleitbuch zu Stimme des Herzens zu schreiben.
Eine deutsch synchronisierte Fassung lief am 1. Oktober 2005 erstmals unter dem Titel Das Königreich der Katzen im Disney Channel. Auf DVD erschien diese am 12. März 2007 bei Universum Anime.

## Handlung
Die 17-jährige Schülerin Haru Yoshioka ist bekannt dafür, dass sie oft zu spät kommt. Sie kommt auch eines Tages zu spät zum Unterricht und wird deswegen von ihrer Klasse und ihrem Schwarm ausgelacht. Auf dem Nachhauseweg von der Schule sieht sie gemeinsam mit ihrer Freundin Hiromi, dass eine Katze mit einem kleinen Päckchen im Maul Gefahr läuft, von einem Lastwagen überfahren zu werden. Ohne an ihre eigene Sicherheit zu denken, rettet Haru den Kater, der sich zu ihrer Überraschung wie ein Mensch abklopft, verbeugt und sich mit menschlicher Stimme für die Rettung bedankt.
In der Nacht bemerkt sie eine große Unruhe unter den Katzen in der Nachbarschaft. In einer großen Prozession wird auf einer Sänfte der König der Katzen vor Harus Haus gebracht, und der Sekretär Natoru überreicht Haru zum Dank, dass sie den Prinzen gerettet hat, eine Schriftrolle. Auf der Schriftrolle sind die „Wohltaten“, die ihr die Katzen zukommen lassen wollen, aufgelistet. So wächst zum Beispiel über Nacht ein Dschungel aus Katzenminze vor ihrem Haus, weshalb ihr Horden von Katzen nachlaufen, und in ihrem Spind in der Schule findet sie Unmengen an in Geschenkschachteln verpackten, lebenden Mäusen.
Schließlich bekommt sie Besuch von Natori, einer Sekretärin des Katzenkönigs, die ihr eine Einwilligung, ins Katzenreich zu kommen, entlockt. Dort soll sie mit dem Prinzen der Katzen vermählt werden, was Haru aber gar nicht passt. In Panik sieht sie sich schon als Braut einer Katze und überlegt verzweifelt, wie sie das abwenden kann. Da kommt eine Stimme aus dem Nichts, die ihr sagt, sie solle sich an das Katzenbüro wenden, dann werde ihr geholfen. Nach anfänglichen Schwierigkeiten findet sie es auch und begegnet einer lebenden Katzenpuppe im aristokratischen Anzug, die sich als Humbert von Gikkingen, genannt „Der Baron“, vorstellt.
Während sie noch im Haus des Barons ist, kommen die Katzen vorbei und entführen sie in ihr Reich. Der Baron und einer seiner Katzenfreunde, genannt Muta, verfolgen sie, da Haru im Katzenreich zu einer Katze wird und sich nicht wieder in einen Menschen zurückverwandeln kann, wenn sie nicht bis zum Anbruch der Morgendämmerung in die Menschenwelt zurückkehrt. Auf die Hilfe des Barons angewiesen macht sich Haru auf den Weg zurück in ihre Welt. Während dieser abenteuerlichen Reise merkt sie jedoch, dass sie mehr und mehr zu sich selbst, zu ihrer eigenen Person findet.
Die Abenteuer im Königreich der Katzen haben aus Haru eine junge Erwachsene gemacht, die ihr Leben neu bewertet. Der Film endet mit Haru, die frühmorgens – noch vor ihrer Mutter – aufgestanden ist, um mit ihrer Schulfreundin ins Kino zu gehen. Als diese ihr etwas über Harus Schwarm aus der Schulklasse erzählt, zeigt Haru mit dem Satz: „Das ist mir nicht mehr so wichtig“, dass sie jetzt einiges anders sieht.

## Synchronisation
| Rolle         | Japanischer Sprecher (Seiyū) | Deutscher Sprecher |
| ------------- | ---------------------------- | ------------------ |
| Haru Yoshioka | Chizuru Ikewaki              | Angela Wiederhut   |
| Baron         | Yoshihiko Hakamada           | Martin Umbach      |
| Yuki          | Aki Maeda                    | Alisa Palmer       |
| Hiromi        | Hitomi Satō                  | Shandra Schadt     |
| Natori        | Kenta Satoi                  | Ulrich Frank       |
| Muta          | Tetsu Watanabe               | Gudo Hoegel        |
| Toto          | Yōsuke Saitō                 | Kai Taschner       |
| Harus Mutter  | Kumiko Okae                  | Marina Köhler      |
| Katzenkönig   | Tetsurō Tamba                | Thomas Fritsch     |
| Run / Lune    | Takayuki Yamada              | Roland Peek        |
| Natoru        | Mari Hamada                  | Susanne von Medvey |

## Kritiken
Das Lexikon des internationalen Films schrieb: „Fantasievoller und fabulierfreudiger Zeichentrickfilm, der seine bezaubernde Geschichte mit unterhaltsamen Wendungen und einer spürbaren Neigung fürs Surreale erzählt“.
Die Zeitschrift AnimaniA urteilte: „Eine kurzweilige wie vergnügliche Story, detailverliebte Szenarien und ein liebevolles Character-Design: Das Königreich der Katzen fügt sich nahtlos in die Reihe hochkarätiger Ghibli-Produktionen ein“.